# Rheinisches Derby
Unter dem Begriff Rheinisches Derby versteht man ein Aufeinandertreffen zwischen zwei in Nordrhein-Westfalen im Rheinland beheimateten Sportvereinen.

## Fußball
In der Ersten und Zweiten Fußball-Bundesliga zählen folgende Begegnungen zu den Rheinischen Derbys:
- Bayer 04 Leverkusen und 1. FC Köln[1], fand erstmals 1949 und anschließend in der Oberliga-West statt sowie zwischen 1979 und 2024 72 Mal in der Ersten Fußball-Bundesliga, siehe Liste der Pflichtspiele zwischen dem 1. FC Köln und Bayer 04 Leverkusen
- 1. FC Köln und Borussia Mönchengladbach,[2] zwischen 1965 und 2024 98 Mal in der Ersten und Zweiten Fußball-Bundesliga, siehe Liste der Pflichtspiele zwischen Borussia Mönchengladbach und dem 1. FC Köln
- Fortuna Düsseldorf und 1. FC Köln,[3][4] zwischen 1966 und 2020 52 Mal in der Ersten und Zweiten Fußball-Bundesliga
- MSV Duisburg und Fortuna Düsseldorf,[5] zwischen 1966 und 2018 42 Mal in der Ersten und Zweiten Fußball-Bundesliga (gemeinhin bekannt als „Straßenbahn-Derby“ wegen der direkten Anbindung beider Städte durch die Rheinbahn)
- Fortuna Düsseldorf gegen Borussia Mönchengladbach,[6] zwischen 1966 und 2020 50 Mal in der Ersten Fußball-Bundesliga

Im Umfeld dieser Spiele kommt es aufgrund des Aufeinandertreffens rivalisierender Fangruppen oftmals zu größeren Polizeieinsätzen und verschärften Sicherheitsvorkehrungen.

## Eishockey
In der Deutschen Eishockey Liga gelten die Partien von 
- Düsseldorfer EG und Kölner Haie[11]
- Düsseldorfer EG und Krefeld Pinguine[12] (auch Straßenbahn-Derby)
- Krefeld Pinguine und Kölner Haie[13]

als Rheinisches Derby.

## Basketball
In der Basketball-Bundesliga werden die Begegnungen zwischen den Teams aus Köln, Leverkusen, Bonn und Düsseldorf als Rheinisches Derby bezeichnet.